# La Constantine
La Constantine is een historisch (waarschijnlijk Frans) motorfietsmerk uit het begin van de twintigste eeuw.